# Kostel svatého Jana Nepomuckého na Skalce
Kostel svatého Jana Nepomuckého na Skalce je římskokatolický kostel v Praze, na Novém Městě, ve Vyšehradské ulici (pod Karlovým náměstím nedaleko Albertova). Kostel byl postaven ve 30. letech 18. století pražským architektem Kiliánem Ignácem Dientzenhoferem a je významnou památkou českého dynamického baroka. Od 3. května 1958 je kostel zapsanou kulturní památkou pod číslem 40104/1-1224.

## Dějiny

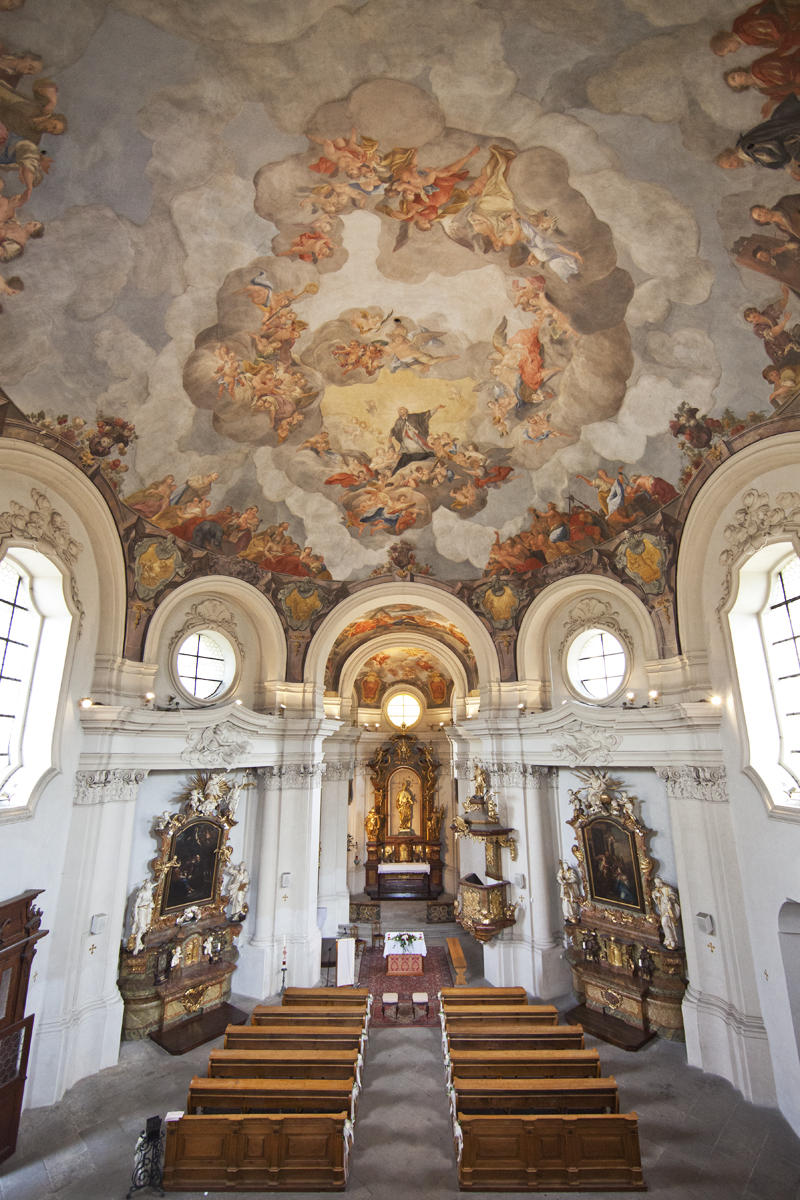
Interiér kostela

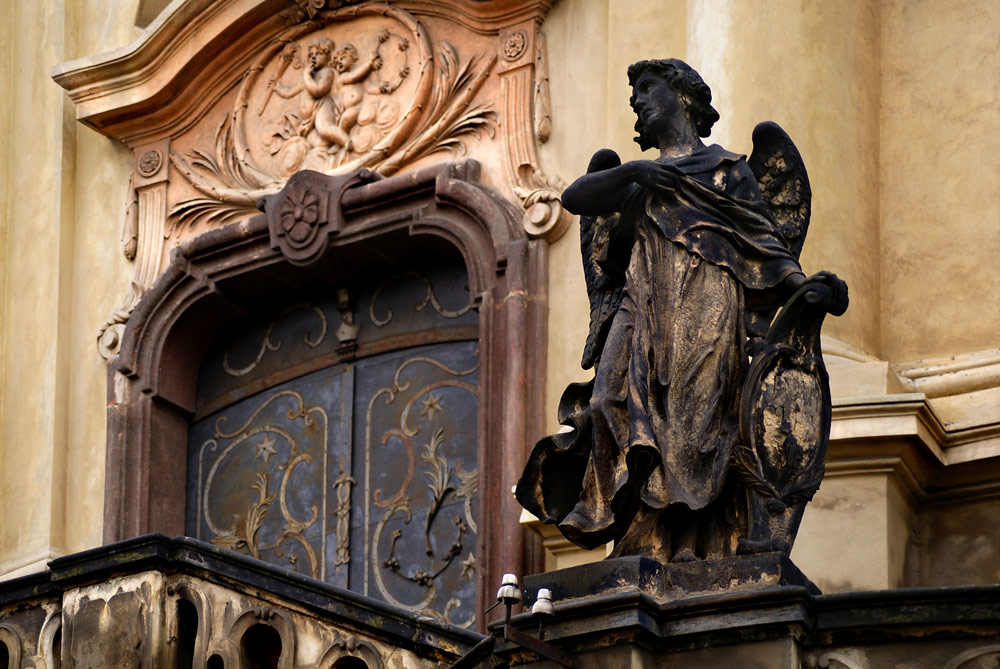
Sochy B. Seelinga na schodišti

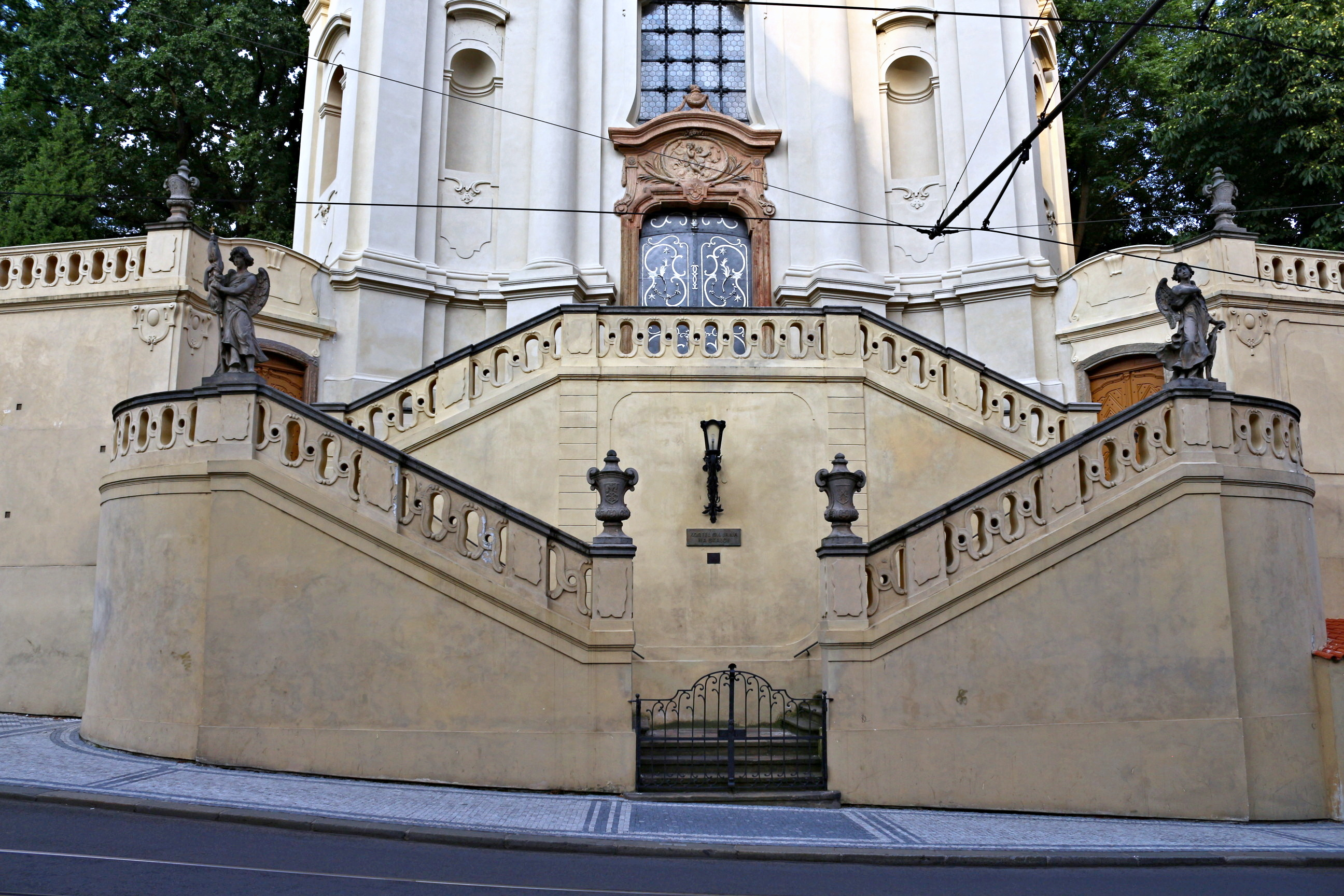
Schody z Vyšehradské ulice do kostela sv. Jana na Skalce

Původně zde na své vinici nechal v roce 1691 postavit Kristián Florián Höger dřevěnou kapli, zasvěcenou Janu Nepomuckému. Stalo se tak 30 let před světcovým blahořečením. Stavbu povolil pražský arcibiskup Jan Bedřich z Valdštejna a posvětil tehdejší svatovítský kanovník Tobiáš Jan Becker, který byl později v letech 1701–1710 královéhradeckým biskupem. Větší písař královské berně Kristián Florián Höger byl později obviněn ze zpronevěry. Císař Leopold I. mu údajně s přihlédnutím k jeho péči o kapli Jana Nepomuckého udělil milost a změnil hrdelní trest na trest doživotního vězení. Höger ale záhy ve vězení v Novoměstské radnici zemřel. Byl pohřben v této kapli.
Jeho majetek byl zabaven. Kaple ale dále sloužila veřejnosti. V roce 1706 zde bylo založeno Bratrstvo pod ochranou Panny Marie ku cti Jana Nepomuckého. Bratrstvo mělo 1 100 členů, z toho 500 kněží, 300 žen a 300 mužů - laiků. Členkou bratrstva byla například i císařovna Marie Ludovika Španělská. V roce 1709 měla dřevěnou kapli nahradit zděná stavba podle projektu Pavla Ignáce Bayera. Stavba byla ale arcibiskoupskou konzistoří zastavena.
V roce 1730 byl položen základní kámen ke stavbě nového kostela podle projektu Kiliána Ignáce Dientzenhofera. Protože část pozemků věnoval Josef Václav Seddeler až v roce 1731, předpokládá se, že vlastní stavba začala až v tomto roce. Dientzenhoferovo autorství dokládají zápisy Guntera Jakoba, archiváře kláštera sv. Mikuláše na Starém Městě. Kostel byl dokončen pravděpodobně v roce 1738.
V roce 1749 zde byl ustanoven první administrátor, Jan Václav Steydl z Greifenwehru, který zde v roce 1774 zemřel. V roce 1769 věnoval arcibiskupský kancléř Benedikt Stöber obnos 9 000 zlatých na zakoupení části domu pro obydlí administrátorovo.
Od roku 2016 je farním kostelem německojazyčné personální farnosti.

## Popis
Jedná se o barokní kostel, který byl vystavěn mezi lety 1730–1738 podle projektu Kiliána Ignáce Dientzenhofera. Významnou a nepřehlédnutelnou součástí stavby jsou dvě věže, které svým natočením dotvářejí dynamicky působící vrcholně barokní průčelí. Do kostela vede schodiště, které vzniklo ve velmi stísněném prostoru před kostelem v roce 1776, sochy k němu byly umístěny o čtyři roky později.
Interiéru vévodí nástropní freska Apoteóza svatého Jana Nepomuckého z roku 1738 od Františka Antonína Müllera. Na hlavním oltáři z dílny Františka Ignáce Platzera je od roku 1819 umístěn pozlacený dřevěný model pro bronzovou sochu sv. Jana Nepomuckého na Karlově mostě od Jana Brokoffa z roku 1682. Z Platzerovy dílny pochází i menší oltář sv. Josefa v presbytáři, dále boční oltář Neposkvrněného početí Panny Marie v lodi s obrazem sv. Josefa od Antonína Müllera a taky kazatelna na jižním pilíři. Druhý oltář v lodi je zasvěcený Nejsvětějšímu srdci Páně a dekorují ho plastiky Jana Antonína Quitainera a visí na něm kopie obrazu Karla Škréty - sv. Lukáš maluje Madonu. Na posledním drobném oltáři u jižní stěny je umístěna kopie Staroboleslavského paladia a přítomní andílci jsou rovněž dílem Quitainerovým.

## Farní zahrada

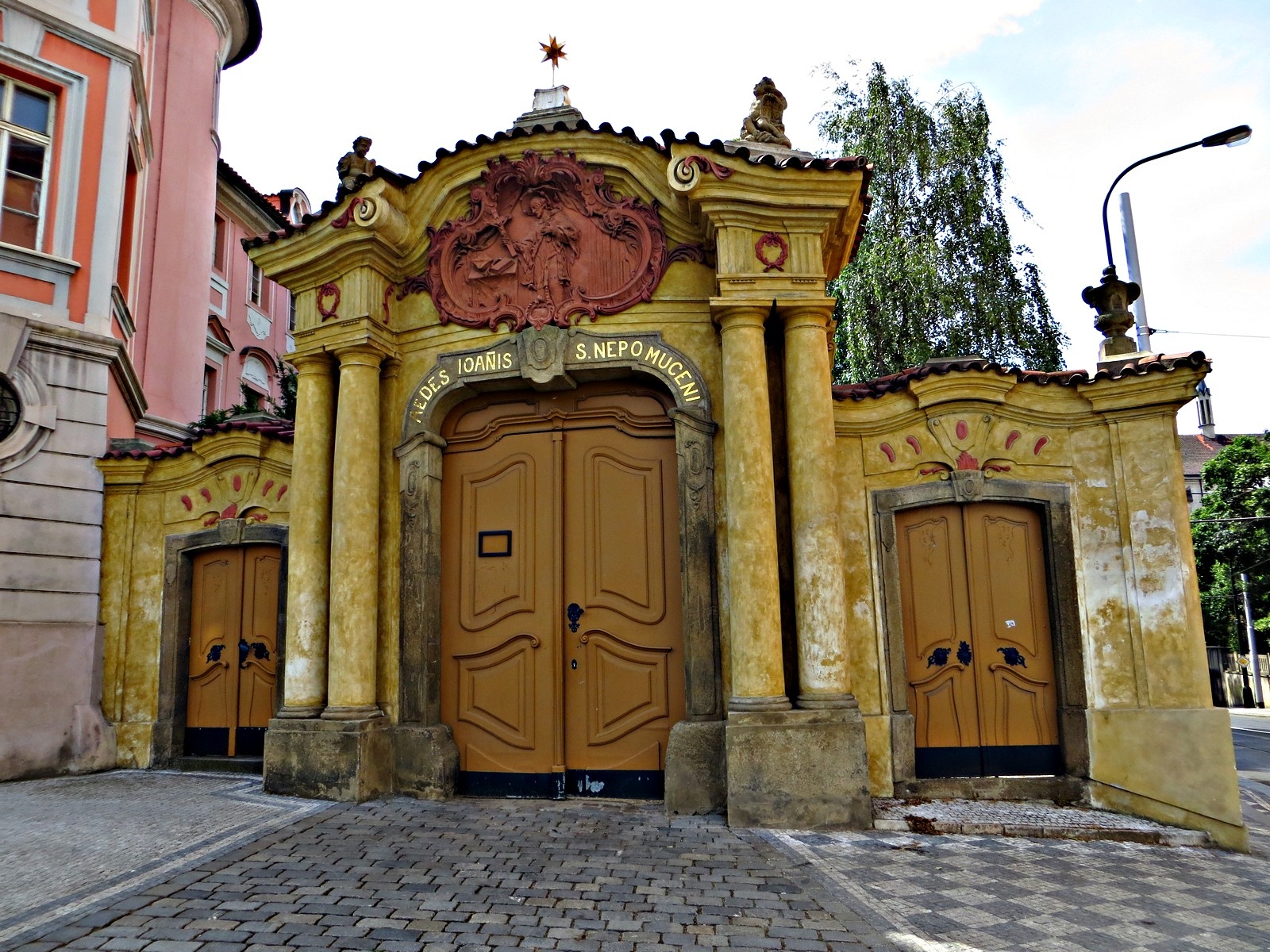
vstup do farní zahrady

Ke kostelu patří farní zahrada, do níž je vstup od Karlova náměstí pozdně barokní bránou vpravo od hlavního průčelí Faustova domu. Brána je pravděpodobně dílem Antonína Schmidta a vznikla v souvislosti s dalšími úpravami v roce 1769. Od roku 1980 o zahradu pečuje Klub skalničkářů Praha.